# Vidalasia
Vidalasia là một chi thực vật có hoa trong họ Thiến thảo (Rubiaceae).

## Loài
Chi Vidalasia gồm các loài: